# Középső tartomány (Kenya)

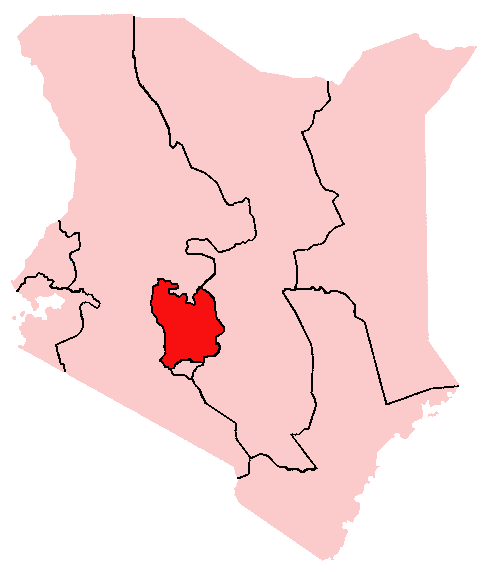
A Középső Tartomány

A Középső Tartomány egyike a nyolc tartománynak amelyre Kenyát közigazgatásilag felosztották. Nyeri tartományi székhely körül, illetve az ország közepén található Kenya-hegytől délnyugatra terül el, a főváros Nairobi északi határában. A 13 191 km²-en elterülő tartománynak az 1999-es népszámlálás adata szerint 3 724 159 lakója volt.
Kenya jelentős kávéexportjának egyik fő termelőterülete és ide koncentrálódott az ország tejiparának jórésze is.

## Éghajlata
Éghajlata Kenya más vidékeihez képest hűvösebb, mivel a régió viszonylag nagy tengerszint feletti magasságban helyezkedik el. Az eső elég megbízhatóan két csapadékos évszakban hullik, március és május, illetve október és november között.

## Kerületei
A tartományt hét kerületre (wilaya) osztották. Ezek:
| Kerület                       | Népesség | Székhely  |
| ----------------------------- | -------- | --------- |
| Nyandarua                     | 479 902  | Ol Kalou* |
| Nyeri                         | 661 156  | Nyeri     |
| Kirinyaga                     | 457 105  | Kerugoya  |
| Maragua                       | 387 969  | Maragua   |
| Murang'a                      | 348 304  | Murang'a  |
| Thika                         | 645 713  | Thika     |
| Kiambu                        | 744 010  | Kiambu    |
| * korábbi székhely: Nyahururu |          |           |

A Thika kerületben lévő Ruiru Nairobi alvóvárosa. Lakossága a 2005-ös hivatalos becslés szerint meghaladta a 220 ezret.

## Története
A Középső Tartományt ma benépesítő közösségek keleti bantu eredetűek és valószínűleg a 17. században telepedtek le a régióban. Főképp a kikuju, embu és meru népekhez tartoznak.
A brit gyarmatosítás idején a tartomány jórésze a Fehér Fennsík része volt, amelyet a fehér telepesek akartak kisajátítani maguknak, akik így gyakran szembekerültek az őslakosokkal. A bennszülöttek ellenállása az 1950-es években a mau-mau felkeléssel érte el csúcspontját, ennek során a gyarmatosítók szükségállapotot is bevezettek és sokakat letartóztattak.